# KFC Meise
KFC Meise is een Vlaamse voetbalclub uit Meise. De club is aangesloten bij de KBVB Voetbal Vlaanderen met stamnummer 1943 en heeft groen-wit als kleuren. De club werd opgericht in de jaren dertig, en speelt al heel zijn geschiedenis in de provinciale reeksen.

## Geschiedenis
De club werd opgericht in 1932 als Football Club Meysse. Aanvankelijk speelde men op de terreinen van het bedrijf Fisher, later verhuisde men naar de Astridlaan. In 1935 kwam er ook een reserveploeg. In 1938 pakte Meysse een titel en promoveerde naar Tweede Provinciale. Men eindigde met evenveel punten als SK Dilbeek, maar dankzij een 4-1 zege in een testwedstrijd tegen Dilbeek op het terrein van US Albert in Brussel pakte men de titel.
Tijdens de Tweede Wereldoorlog werden de terreinen en kleedkamers door de Duitse bezetter opgeëist en was de club inactief. In 1958 werd de snelweg A12 aangelegd, waardoor de club het terrein aan de Astridlaan moest verlaten. De ploeg ging spelen op de terreinen van het naburige Grimbergen en Wemmel. In 1962-1963 bleef FC Meise een jaar inactief, toen er meermaals spelers te weinig waren om een volledig elftal te kunnen opstellen. In 1963 trad men opnieuw in competitie. In 1965 kon men op een veld aan de Sint-Annastraat gaan spelen, waar men de komende jaren zou blijven.
In 1969 promoveerde men voor een tweede maal naar Tweede Provinciale. Het jaar erop streed men zelfs mee voor een verdere promotie. Meise kon dit echter niet herhalen, en zakte uiteindelijk weg naar Vierde Provinciale, het laagste niveau. Eind jaren '60 werden ook voor het eerst een veteranenploeg en diverse jeugdploegen ingeschreven. In 1991 kon men uiteindelijk weer promoveren naar Derde Provinciale. Een jaar later zakte men alweer. Meise bleef de daaropvolgende jaren wat heen en weer gaan tussen de laagste provinciale reeksen. In het seizoen 2014-2015 promoveerde Meise en ging het naar Tweede Provinciale.
In het seizoen 2016-2017 promoveerde KFC Meise voor het eerst in hun bestaan naar Eerste Provinciale na het behalen van een vierde plek en promotie via de eindronde. In het seizoen 2018-2019 promoveerde KFC Meise opnieuw naar Eerste Provinciale. Daarna volgden enkele magere jaren, maar anno 2025-2026 speelt de eerste ploeg in Tweede Provinciale Vlaams-Brabant.